# Graffignano
Graffignano è un comune italiano di 2 070 abitanti della provincia di Viterbo nel Lazio.

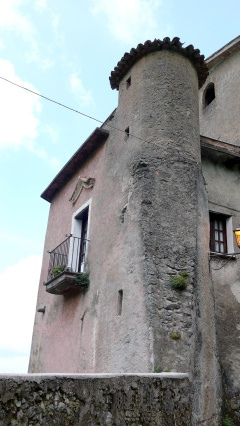

## Geografia fisica

### Territorio
Il territorio del comune di Graffignano si trova per la maggior parte sopra un altopiano che domina la Valle del Tevere a un'altezza compresa tra i 60 e i 400 m s.l.m. in un territorio ricco di boschi ancora incontaminati, in cui abbondano flora e fauna.
Il borgo antico originario si sviluppa sopra la sommità di una piccola rupe e comprende il Castello Baglioni e il cosiddetto Di Dentro. Tale antico complesso corrisponde allo schema tipico dei centri abitati medievali italiani che sorgevano, normalmente, intorno ad un castello. In tali casi, infatti, si parla di "incastellamento".

### Clima
È solitamente umido con episodi frequenti durante l'inverno di tramontana

## Storia
Nella zona, come in tutto il territorio della Tuscia, sono presenti testimonianze etrusco -romane;
L'origine del toponimo stesso di Graffignano (Carfinianum) fa supporre che il territorio fosse stato proprietà di un dominus romano: Carfinius.
Le primi notizie storiche risalgono alla seconda metà del XIII secolo, quando i nobili Baglioni di Castel Di Piero (attuale San Michele in Teverina) i cui possedimenti comprendevano anche la Rocca di Graffignano, fecero atto di sottomissione al comune di Viterbo. Il castello di Graffignano, divenuto possedimento di Viterbo, nel XIV dovette condividere le sorti belliche di quel potente comune, che per motivi territoriali, si oppose alla città di Orvieto.
I secoli XV e XVI sono caratterizzati da continue dispute territoriali interne alla famiglia, concluse con l'intervento di Papa Adriano VI che confiscò il feudo. Nel 1531 i possedimenti vengono restituiti da papa Clemente VII, tant'è vero che nel 1546 si risolse la contesa con la comunità di Civitella d'Agliano, per il territorio di confine ancora oggi chiamato La Litigata.
Agli inizi del secolo XVII il feudo fu ereditato dalla contessa Domitilla Cesi, appartenente alla famiglia di Federico Cesi, fondatore dell'Accademia dei lincei a Roma. La contessa Domitilla portò a Graffignano la devozione a san Filippo Neri (compatrono insieme a san Martino vescovo) ed istituì la festa della Vergine Addolorata e la relativa Compagnia dei Sette Dolori.
Alla fine del secolo XVII i territori passarono sotto la famiglia Borromeo. Eminenti personalità di questa famiglia figurano come signori del castello, fra cui lo stesso cardinale Federico Borromeo.
Nel 1741 il feudo venne eretto a principato e venduto al principe romano Scipione Publicola di Santa Croce, che ridiede nuova vita ad un territorio lasciato da anni alla rovina.
Nel 1809 le guerre napoleoniche portarono il comune di Graffignano all'interno del Dipartimento di Roma; il riordino urbano voluto da Napoleone portò a ricomprendere nel territorio di Graffignano anche il territorio di Sipicciano con il quale formò un unico Municipio.
Dalla Restaurazione fino all'annessione del Lazio a regno d'Italia, la popolazione subì un forte incremento, dovuto al fatto che il territorio comunale era in grado assorbire manodopera in vari settori agricoli e artigianali; in più, vista la posizione di confine con il nuovo regno d'Italia, era sicuro rifugio per coloro che non condividevano il nuovo assetto.
Nel XX secolo ai problemi economici si sommano le tragedie di due guerre mondiali, che portano morti anche nell'ormai comune di Graffignano.

### Simboli
Nello stemma comunale è raffigurato san Martino a cavallo nell'atto di donare metà del mantello ad un povero; sullo sfondo una fortificazione. Il gonfalone è un drappo di rosso.

## Monumenti e luoghi d'interesse

### Architetture religiose
- La Chiesa di San Martino vescovo
- La Chiesa di San Sebastiano
- La Chiesa della Madonna delle vigne (località San Francesco)
- Il Santuario della Madonna del Castellonchio
- Il Casone Santa Croce
- Il Santuario di San Leonardo

### Architetture militari
- Il Castello Baglioni che risale al XIII secolo ed il Borgo Antico, il cosiddetto "Di Dentro"
- Le Logge, un'antica pertinenza del Castello Baglioni
- Il Castello di Sipicciano

## Società

### Evoluzione demografica
Abitanti censiti

## Economia
Di seguito la tabella storica elaborata dall'Istat a tema Unità locali, intesa come numero di imprese attive, ed addetti, intesi come numero addetti delle unità locali delle imprese attive (valori medi annui).
|             | 2015                  |                              |                            |                |                       |                     | 2014                  |                | 2013                  |                |
| ----------- | --------------------- | ---------------------------- | -------------------------- | -------------- | --------------------- | ------------------- | --------------------- | -------------- | --------------------- | -------------- |
|             | Numero imprese attive | % Provinciale Imprese attive | % Regionale Imprese attive | Numero addetti | % Provinciale Addetti | % Regionale Addetti | Numero imprese attive | Numero addetti | Numero imprese attive | Numero addetti |
| Graffignano | 106                   | 0,45%                        | 0,02%                      | 199            | 0,34%                 | 0,01%               | 100                   | 190            | 91                    | 159            |
| Viterbo     | 23.371                |                              | 5,13%                      | 59.399         |                       | 3,86%               | 23.658                | 59.741         | 24.131                | 61.493         |
| Lazio       | 455.591               |                              |                            | 1.539.359      |                       |                     | 457.686               | 1.510.459      | 464.094               | 1.525.471      |

Nel 2015 le 106 imprese operanti nel territorio comunale, che rappresentavano lo 0,45% del totale provinciale (23.371 imprese attive), hanno occupato 199 addetti, lo 0,34% del dato provinciale (59.399 addetti); in media, ogni impresa nel 2015 ha occupato poco meno di due persone (1,88).

### Agricoltura
Produzione tipica è l'olio d'oliva, fra i più pregiati e poco conosciuti, vista l'essenziale produzione familiare; olio reperibile nei numerosi mulini che servono la popolazione nei mesi di raccolta, che partono da novembre a gennaio.

## Amministrazione
| Periodo | Periodo   | Primo cittadino | Partito               | Carica  | Note |
| ------- | --------- | --------------- | --------------------- | ------- | ---- |
| 2019    | in carica | Piero Rossi     | Lista civica (#Oltre) | Sindaco |      |